# (1785) Wurm
(1785) Wurm ist ein Asteroid des Hauptgürtels, der am 15. Februar 1941 von dem deutschen Astronomen Karl Wilhelm Reinmuth an der Landessternwarte Heidelberg-Königstuhl der Universität Heidelberg entdeckt wurde.
Der Asteroid ist nach dem deutschen Astronomen Karl Wurm benannt.